# Цупки
Цупки́ (укр. Цупки) — село на Украине, состоит под управлением Харцызского городского совета Донецкой области. Административно входит в состав Зугрэса. Находится под контролем самопровозглашённой Донецкой Народной Республики.

## География

#### Соседние населённые пункты по странам света
С: —
СЗ, З: город Зугрэс
ЮЗ: Певчее, Шахтное
Ю: —
ЮВ: Русско-Орловка, Дубовое
СВ: Лобановка, Сердитое, Зачатовка, Садовое
В: —

## Население
Население по переписи 2001 года составляло 87 человек. В селе 23 усадьбы.

## Общая информация
Почтовый индекс — 86783. Телефонный код — 6257.

## Адрес местного совета
86783, Донецкая область, Харцызский городской совет, г. Зугрэс, ул. Маяковского, 2.

## География
Село располагается в 5 км юго-восточней Зугрэса, в северной части Певчей балки.